# Agapostemon rhopalocerus
Agapostemon rhopalocerus là một loài Hymenoptera trong họ Halictidae. Loài này được Smith mô tả khoa học năm 1853.